# Jacobus Groenendaal
Jacobus Groenendaal (Heerewaarden, 1 november 1805 - Fauresmith, Oranje Vrijstaat, 27 november 1860) was een van oorsprong Nederlands politicus die een invloedrijke rol had in de vroege geschiedenis van de Oranje Vrijstaat. Hij was zowel de eerste staatssecretaris als eerste penningmeester van de Vrijstaat, alsmede waarnemend president en lid van de Vrijstaatse Volksraad.

## Biografie
Groenendaal werd geboren in Heerewaarden, volgde een opleiding tot leraar en werkte op een lagere school in Amersfoort eind jaren 40 van de 19e eeuw. In 1849 emigreerde hij naar de Oranjeriviersoevereiniteit om als leraar te werken in Sannah's Poort, tegenwoordig Fauresmith. Aldaar probeerde hij verdere emigratie van Nederlanders naar de Soevereiniteit te bevorderen.

### Oranje Vrijstaat
Groenendaal was een prominent onderhandelaar op weg naar de Conventie van Bloemfontein, waarmee op 23 februari 1854 de Oranje Vrijstaat onafhankelijk werd verklaard. Hij was een van de auteurs van de constitutie en werd benoemd tot de eerste staatssecretaris en penningmeester van de Vrijstaat. Ook diende hij enkele malen als vervangend staatspresident voor Josias Philip Hoffman. Groenendaal hield zich vooral bezig met het ontwerpen van de republiek alsmede de bevordering van internationale erkenning van de Vrijstaat, vooral van Nederland.
Vanwege zijn zwakke gezondheid en daaropvolgende absenties werd Groenendaal ontslagen als penningmeester en op aanzoek van de nieuwe president Jacobus Nicolaas Boshoff door de Volksraad gedwongen om ontslag te nemen als staatssecretaris.

### Latere leven
Tot zijn dood bleef Groenendaal actief lid van de Volksraad. Hij overleed in 1860 in zijn huis in Fauresmith.